# نیکولایفکا (شهرستان بلورتسکی، باشقیرستان)
نیکولایفکا (انگلیسی: Nikolayevka, Beloretsky District, Republic of Bashkortostan) یک شهرک در شهرستان بلورتسکی باشقیرستان کشور روسیه است.